# آین رند
آین رَند (به انگلیسی: Ayn Rand) با نام کامل آلیسا زینوفیِونا روزنبام (به روسی: Alisa Zinovyevna Rosenbaum) (۲ فوریهٔ ۱۹۰۵ - ۶ مارس ۱۹۸۲) رمان‌نویس، فیلسوف، نمایشنامه‌نویس و فیلم‌نامه‌نویس روسی – آمریکایی بود. رمانهای پرفروش آین رند همچون سرچشمه و اطلس شورید و نقش او در ایجاد و پیشبرد نظام فلسفی که خود آن را «عینیت‌گرایی» (ابژکتویسم) نام داده بود بیشترین نقش را در شناساندن وی داشته‌اند. رمان‌های سرچشمه و اطلس شورید مضمون‌هایی فلسفی و همچنین عناصر علمی–تخیلی و رمانتیک دارند.
در سال ۱۹۵۷ او شناخته شده‌ترین اثر خود، رمان اطلس شورید را منتشر کرد. پس از آن به سبک غیر داستانی روی آورد تا فلسفهٔ خود را ترویج کند، مجله‌های خود را منتشر کرد، و مجموعه مقالات بسیاری را تا زمان مرگش در سال ۱۹۸۲ منتشر کرد. رند از عقل به عنوان تنها شیوهٔ کسب دانش دفاع می‌کرد و دین و ایمان را رد می‌کرد. او از خودپرستی عقلایی و اخلاقی دفاع می‌کرد، و ایثار را رد می‌کرد. در سیاست، او شروع زور را غیراخلاقی می‌دانست و رد می‌کرد و با جمع‌گرایی و دولت‌گرایی و نیز با آنارشیسم مخالف بود، در عوض از سرمایه‌داری لسه فر که آن را نظامی مبتنی بر به رسمیت شناختن حقوق فردی تعریف می‌کرد حمایت می‌کرد. در هنر، رند مروج واقع‌گرایی رمانتیک بود. او منتقد سفت و سخت بیشتر فیلسوفان و سنت‌های فلسفی که می‌شناخت بود. به جز ارسطو و برخی ارسطوگرایان و لیبرال‌های کلاسیک.
هرچند رند لیبرترینیسم را مرتبط با آنارشیسم و مردود می‌دانست. اما حمایت وی از لیبرالیسم کلاسیک و سرمایه‌داری لسه فر باعث شده جایگاه ویژه‌ای بین طرفداران جنبش لیبرترین و محافظه کاران داشته باشد. با این حال در مورد ارزش ادبی آثار رند بین منتقدین اختلاف نظر وجود دارد و آثار فلسفی وی از نظر آکادمیک یا کاملاً رد شده یا با بی اعتنایی مواجه شده‌است. گرچه علاقهٔ دانشگاهیان به آثار او در دهه‌های اخیر افزایش یافته‌است.

## زندگی

### کودکی و خانواده
رند با نام آلیسا زینوویونا روزنبائوم (روسی: Али́са Зиновьевна Розенбаум) در ۲ فوریه ۱۹۰۵ در یک خانوادهٔ بورژوازی یهودی روس که در سن پترزبورگ زندگی می‌کردند به دنیا آمد. او بزرگترین دختر از سه دختر زینووی زاخاریویچ روزنبائوم و همسرش آنا بوریسوونا (سابقاً کپلن) بود که یهودیانی نه چندان مقید بودند. زینووی روزنبائوم داروساز و از اهالی کسب و کار موفقی بود که نهابتاً مالک یک داروخانه و ساختمان محل آن شد. رند که نسبت به هنرهای آزاد اشتیاق داشت، بعدتر گفت که مدرسه را چالشگر نیافته و از سن هشت سالگی شروع به نوشتن نمایشنامه و از سن ده سالگی شروع به نوشتن رمان کرد. بهترین دوست او در دبیرستان معتبر استونینا الگا، خواهر کوچکتر ولادیمیر ناباکوف بود. این دو دختر به سیاست علاقهٔ بسیاری داشته و در عمارت ناباکوف به بحث می‌پرداختند: ناباکوف از پادشاهی مشروطه و رند از ایده‌آل‌های جمهوری‌خواهانه دفاع می‌کرد.

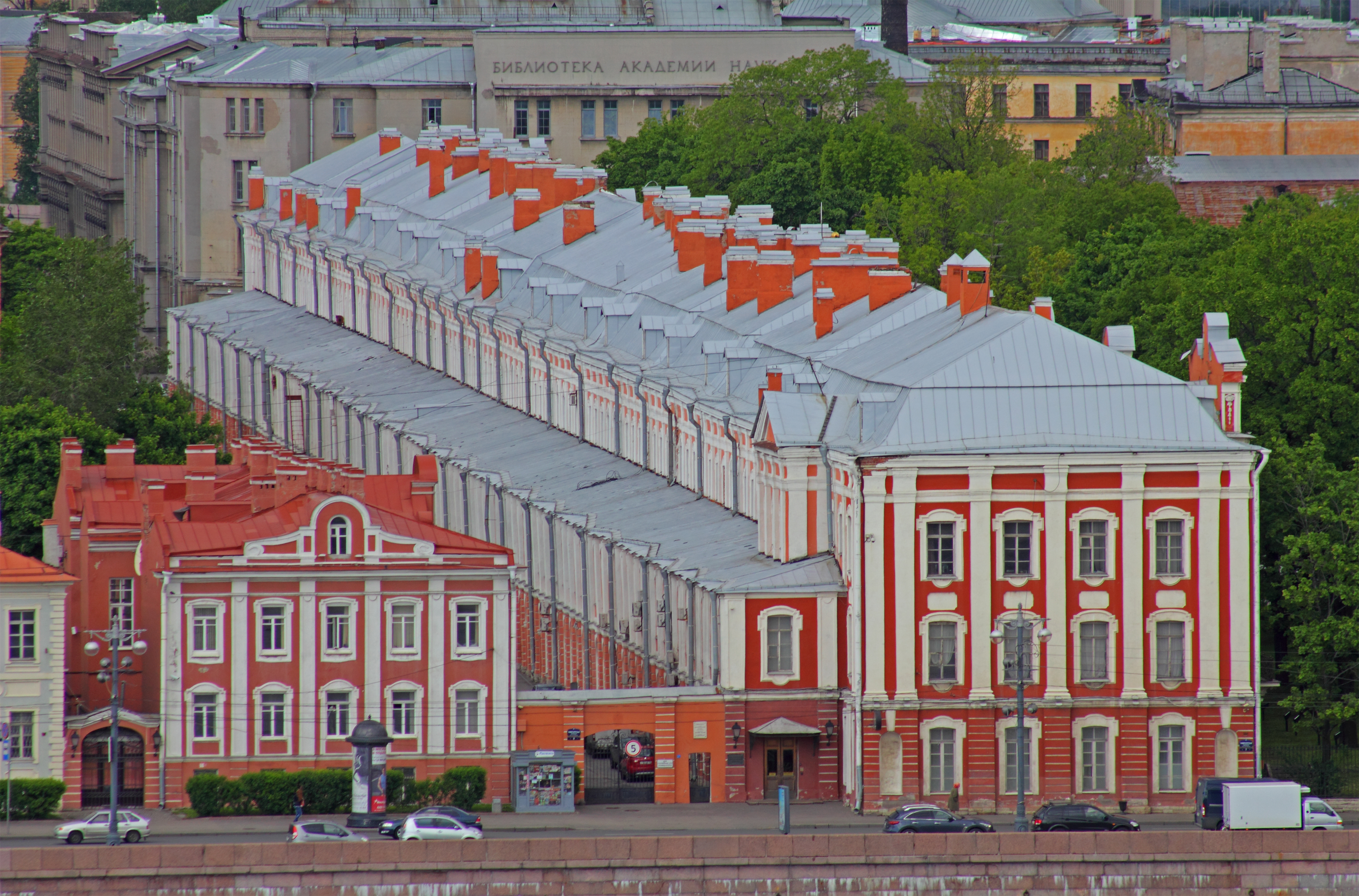
رند در سه سال در دانشگاه دولتی سن پترزبورگ دیپلم تاریخ گرفت.

### انقلاب فوریه
او در هنگام انقلاب فوریه در ۱۹۱۷، دوازده ساله بود و از الکساندر فیودورویچ کرنسکی در برابر تزار نیکلای دوم حمایت می‌کرد. در گیرودار انقلاب، کمونیست‌ها داروخانه و کسب و کار داروسازی پدر او را با توجیه «نفع مردم»، توقیف و مصادره کردند. این کار باعث شد رند از کمونیسم و شوروی متنفر شود و تأثیر زیادی بر دیدگاه او تا پایان عمر بگذارد. او این نفرت را به هر نوع جمع‌گرایی، هر تلاشی برای توزیع ثروت، هر نوع مقررات و حتی انسان‌دوستی تعمیم داد و به جای آن، خودپرستی و خودخواهی را ستایش کرد.

### زندگی در آمریکا
او در ۱۹۲۶ به آمریکا رفت. در آنجا با کار در سینمای آمریکا، زندگی خود را می‌گذراند تااینکه رمان سرچشمه او منتشر شد و به موفقیت رسید. این کتاب به همراه اطلس شورید او را به چهره‌ای سرشناس و نامی آشنا برای مردم آمریکا بدل کردند.

## فلسفه
رند فلسفهٔ خود را عینیت گرایی (ابژکتویسیم) می‌دانست و ماهیت آن را مفهوم انسان به عنوان یک موجود قهرمانانه، و خرسندی او را مقصود اخلاقی از زندگی، و دستاوردهای تولیدی را بزرگترین فعالیت او، و خرد را هدف غایی او  توصیف می‌کرد. او عینیت‌گرایی را یک فلسفه نظام‌مند می‌دانست و در خصوص متافیزیک، معرفت‌شناسی، فلسفه اخلاق، فلسفه سیاسی و زیبایی‌شناسی مواضعی را بیان کرد.
او لیبرترینیسم را با آنارشیسم مرتبط دانسته و آن را محکوم می‌کرد. او آنارشیسم را نظریهٔ خامی مبتنی بر ذهنیت‌گرایی می‌دانست که در عمل تنها می‌تواند به جمع گرایی بینجامد و آن را محکوم می‌کرد.
رند مهمترین مشارکت‌هایش در فلسفه را «نظریهٔ مفاهیم، علم اخلاق و کشف این مسئله در سیاست [توسط خود] که شر - نقض حقوق - از آغاز زور تشکیل می‌شود» می‌دانست. او اعتقاد داشت که معرفت‌شناسی شاخه‌ای بنیادین از فلسفه است و دفاع از خرد را تنها جنبهٔ مهم فلسفهٔ خود می‌دانست و می‌گفت: «من در درجه اول، مدافع سرمایه نیستم بلکه مدافع خودپرستی هستم؛ و «در درجه اول» مدافع خودپرستی نیستم بلکه مدافع خِرَدَم. اگر کسی برتری خرد را بشناسد و به‌طور پیوسته اعمال کند مابقی در پی می‌آید.»

### تاثیرپذیری
رند، ارسطو را بیش از همه بر خود اثرگذار می‌دانست. و می‌گفت در تاریخ فلسفه او تنها سه تن را توصیه می‌کند - ارسطو، توماس آکویناس و آین رند. در ۱۹۵۹ در گفتگویی با مایک والاس در پاسخ به این سؤال که فلسفه اش از کجا آمده چنین پاسخ داد: «از ذهن خودم، با اقرار دین فقط به ارسطو، تنها فیلسوفی که بر من اثر گذاشته‌است. باقی فلسفه‌ام را خودم ساخته‌ام.» به هر روی در آغاز او ملهم از فریدریش نیچه بود و دانشوران نشانه‌هایی از اثرگذاری نیچه را در یادداشت‌های اولیه رند در دفترچه یادداشت‌های او و در نوشته‌هایی در ویرایش نخست ما زندگان (که رند بعدها در آن بازبینی کرد) و در شیوهٔ کلی نگارش او یافته‌اند. به هر روی، هنگامی که رند سرچشمه را نوشت، مخالف آرای نیچه شده بود. میزان اثرگذاری نیچه بر کارهای رند حتی سال‌های ابتدایی عمرش مورد مناقشه است. از جمله فیلسوفانی که رند خوارشان می‌شمرد، ایمانوئل کانت بود که او را «هیولا» خوانده‌است. گرچه فیلسوفانی چون جرج والش و فرد سدون استدلال کرده‌اند که او کانت را بد تفسیر می‌کرد و در تفاوت‌هایشان اغراق می‌کرد.

### واقع‌گرایی
رند در متافیزیک از واقع‌گرایی (رئالیسم) هواداری می‌کرد و هرچیزی را که عرفانی یا فراطبیعی می‌دانست از جمله همهٔ اشکال دین، را رد می‌کرد. در معرفت‌شناسی، او همهٔ دانش را مبتنی بر درک حسی، که اعتبارش را بر اساس اصل موضوع می‌دانست. او عقل را «استعداد فکری» توصیف می‌کرد و در کارکرد آن می‌گفت: «ماده فراهم آمده از حس‌های انسان را می‌شناسد و به کار می‌گیرد.» او همه ادعاهای غیر ادراکی یا دانش پیشینی از جمله «غریزه»، «شهود»، «وحی»، یا هر گونه «شناخت صرف» را رد می‌کرد. او در کتاب خود به نام آشنایی با معرف‌شناسی آبژکتیویستی، نظریه‌ای در خصوص شکل‌گیری مفهوم ارائه داد و گزاره تحلیلی-گزاره ترکیبی را رد کرد.

### زیبایی‌شناسی
زیبایی‌شناسی رند، هنر را یک «بازآفرینی گزیده از واقعیت بر پایه قضاوت‌های ارزشی متافیزیکی یک هنرمند» تعریف می‌کرد. به اعتقاد رند، هنر به مفاهیم فلسفی به شکلی واقعی که به آسانی قابل جذب است، امکان ارائه شدن می‌دهد و بدین ترتیب یکی از نیازهای حس آگاهی انسان را برطرف می‌سازد. گونهٔ هنری که رند به عنوان نویسنده، بیش از همه بر آن تمرکز داشت ادبیات بود که در خصوص آن رمانتیسیسم را شیوه‌ای می‌دانست که درست‌تر از همه وجود اختیار آزاد انسان را بازتاب می‌دهد. او شیوهٔ خود در ادبیات را «رئالیسم رمانتیک» توصیف می‌کرد.

### اقتصاد
فلسفهٔ سیاسی رند بر حقوق فردی (منجمله حقوق مالکیت) تأکید می‌کرد و او سرمایه‌داری لسه فر را به این دلیل تنها نظام اجتماعی اخلاقی می‌دانست که در نظر او تنها نظامی ست که مبتنی بر حفاظت از آن حقوق است.
او مالیات و هر نوع توزیع ثروت را دزدی می‌خواند. مخالفان افزایش مالیات ثروتمندان، اغلب شعارهای خود را از رند وام می‌گیرند و این افزایش مالیات را «توقیف»، «غارت» و «دزدیدن» پول‌های خود می‌خوانند. او کار کارگران را بی‌ارزش می‌دانست و می‌گفت در اصل، روسای آنها تولید می‌کنند.

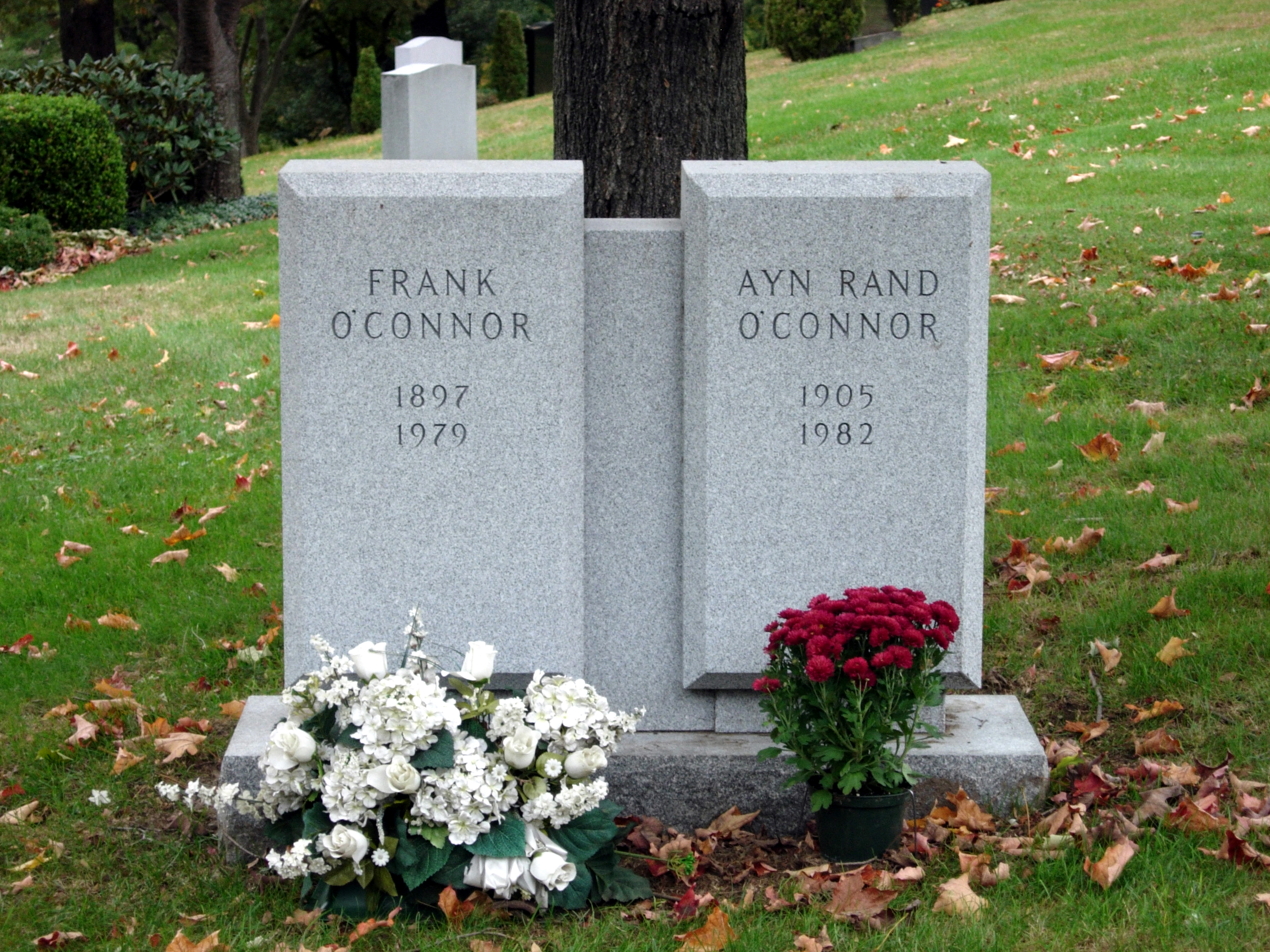
قبر رند و همسرش (فرانک اوکانر) در ولهالا، نیویورک

### سیاست
او با حکومت مداری که در نظر او در بر گیرندهٔ حاکمیت دینی، پادشاهی مطلقه، نازیسم، فاشیسم، کمونیسم، سوسیالیسم دمکراتیک، و دیکتاتوری است مخالفت می‌ورزید. رند معتقد بود حقوق را باید یک دولت محدود مشروط به قانون به اجرا درآورد. گرچه دیدگاه‌های سیاسی وی اغلب محافظه کار یا لیبرترینیسم طبقه‌بندی می‌شوند، او واژه «رادیکال» را برای سرمایه‌داری ترجیح می‌داد. او با محافظه‌کاران روی پروژه‌های سیاسی کار می‌کرد؛ ولی با آنان بر سر دیگر مسائل نظیر دین یا اخلاق، اختلاف نظر داشت.

### اخلاق
در اخلاق، رند حامی خودپرستی عقلایی و خودگرایی اخلاقی (منفعت شخصی عقلایی) به عنوان اصل اخلاقی راهنما بود. او نوع‌دوستی را «شر» و «نفرین عالم» می‌نامید. او می‌گفت فرد باید «برای خاطر خود وجود داشته باشد، نه خود را برای دیگران قربانی کند نه دیگران را برای خود.» او در کتابی به نام فضیلت خودخواهی از خودپرستی به این عنوان یاد کرد و در آن با توصیف یک نظریهٔ فرااخلاقی که مبنای اخلاقی بودن را نیازهای «بقای انسان توسط انسان» قرار می‌داد راه حل خود را برای مسئله باید-هست ارائه کرد. او ایثار اخلاقی را به دلیل ناسازگاری با ملزومات زندگی و سعادت بشری محکوم می‌کرد و معتقد بود که آغاز زور شر و غیرعقلایی است و در اطلس شورید نوشت که زور و عقل متضاد همند.

### جامعه
رند نخبه‌گرا بود. او به تنبل‌ها و افراد بدون جاه‌طلبی توهین می‌کرد و آنها را سربار، انگل، دست دوم، زالو و غارتگر می‌خواند. او افراد ناموفق، و حتی معلولان و کودکان تحقیر می‌کرد.
رند با جمع‌گرایی مخالف بود. او باور نداشت نوع بشر ذاتاً و طبیعتاً خودخواه است. او شواهد علمی را می‌پذیرفت که انسان در دوره گردآوری-شکار باید با بقیه همکاری می‌کرده تا اجتماعشان زنده بماند. اما می‌گفت فرگشت تمدن به جایی رسیده که دیگر نیازی به این رفتار «بدوی» نیست و باید از نظر اخلاقی از آن پرهیز کرد.

### رمان
- ما زندگان (۱۹۳۶)
- سرچشمه (۱۹۴۳)
- اطلس شورید (۱۹۵۷)

### عملی-تخیلی
- شب ۱۶ام ژانویه (۱۹۳۴)
- سرود (۱۹۳۸)
- سرچشمه (۱۹۴۳)
- ایده‌آل (۲۰۱۵)

### غیر عملی-تخیلی
- برای روشنفکر تازه (۱۹۶۱)
- فضیلت خودخواهی (۱۹۶۴)
- سرمایه‌داری: ایده‌آل ناشناخته (۱۹۶۶)
- بیانیه رمانتیک (۱۹۶۹)
- چپ نو: انقلاب ضد صنعتی (۱۹۷۱)
- مقدمه‌ای بر معرفت‌شناسی عینیت‌گرایی (۱۹۷۹)
- فلسفه: چه کسی به آن نیاز دارد (۱۹۸۲)

کتاب‌های آین رند از پرفروش کتاب‌های تاریخ هستند. بر پایه یک نظرسنجی در آمریکا کتاب اطلس شورید پس از انجیل، دومین کتابی بوده که زندگی خوانندگان را تغییر داده‌است. او در کتاب‌های خود تلاش داشته بگوید که خودخواهی، خوب است.

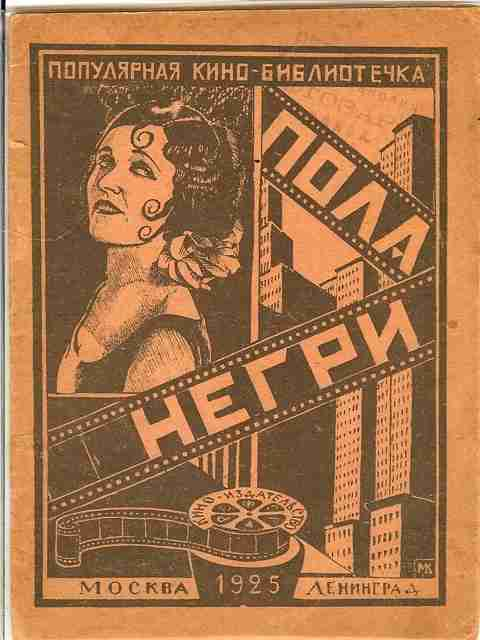
روی جلد نخستین کتاب آین رند به نام تک‌نگاشت ۲۵۰۰ کلمه‌ای که در سال ۱۹۲۵ در اتحاد جماهیر شوروی سوسیالیستی چاپ شد. نگاره زنی که دیده می‌شود پولا نگری است.

## پذیرش و میراث

### اثرگذاری سیاسی
گرچه رند خود برچسب‌های «محافظه‌کار» و «لیبرترینیسم» به خود را رد می‌کرد او اثرات ادامه‌داری بر راست و لیبرترینیسم داشته‌است. جیم پاوئل، از اعضای پیوستهٔ ارشد مؤسسه کیتو، رند را یکی از سه مهمترین زن (در کنار رز وایلدر لین و ایزابل پترسن) لیبرترینیسم آمریکایی مدرن می‌داند. دیوید نولان یکی از بنیانگذاران حزب لیبرترین آمریکا می‌گوید که «بدون آین رند، جنبش لیبرترین وجود نمی‌داشت.». برایان دوهرتی روزنامه‌نگار در تاریخ خود از جنبش لیبرترین، او را «اثرگذارترین لیبرترین سده ۲۰ (میلادی) بر عموم در کل» توصیف کرده‌است. جنیفر برنز زندگی‌نامه‌نویس او را «ماده مخدر دروازه ورود به زندگی برای راست» خواند.»

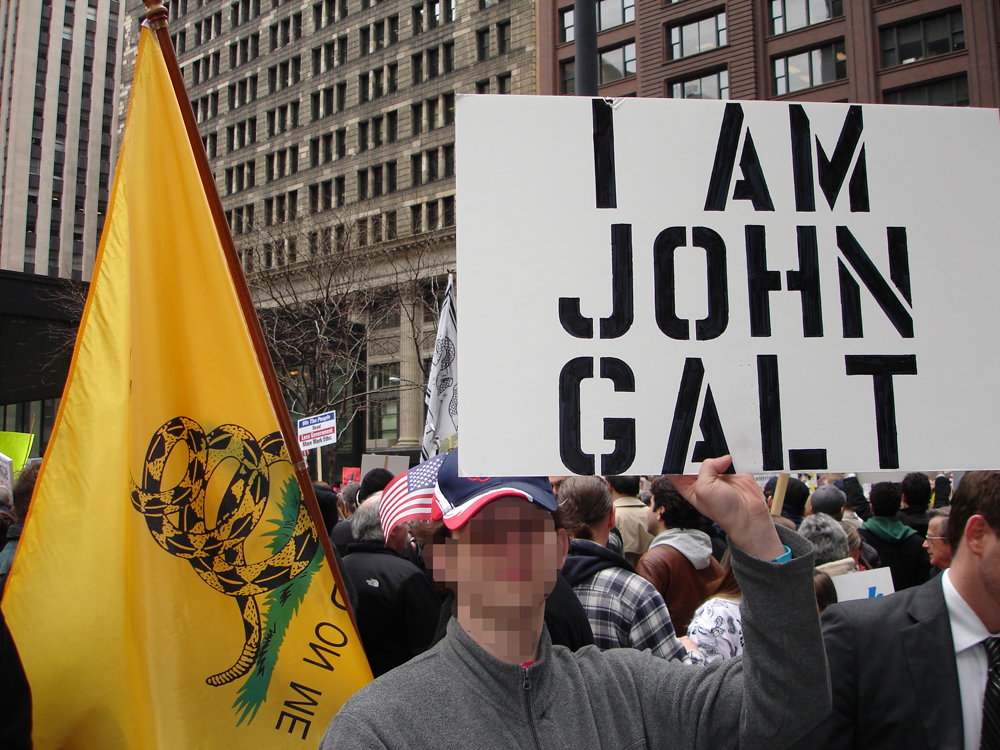
معترضی در تظاهرات جنبش تی پارتی آوریل ۲۰۰۹ اعلامیه‌ای در اشاره به جان گالت، قهرمان رمان اطلس شورید رند در دست دارد.

او از سوی ویلیام باکلی، جونیر و دیگر مشارکت کنندگان در مجلهٔ نشنال ریویو با مخالفت شدید مواجه بود. آن‌ها انتقادهای بسیاری در دهه‌های ۱۹۵۰ و ۱۹۶۰ علیه او منتشر کردند. با این وجود، اثرگذاری او در میان محافظه کاران، باکلی و دیگر نویسندگان نشنال ریویو را مجبور کرد در این که تصورات سنتی مسیحیت و فضیلت می‌تواند با حمایت از سرمایه‌داری تلفیق شود، بازنگری کنند.
به نوشته تام لندن در بی‌بی‌سی، نوشته‌های رند یکی از منابع پیدایش نظریه «نئولیبرالیسم» است که تأثیر عمیقی بر فرهنگ خودخواهی در جهان غرب و سیاست‌مدارانی چون مارگارت تاچر نخست‌وزیر بریتانیا و رونالد ریگان رئیس‌جمهور ایالات متحده آمریکا گذاشته‌است. مارگارت تاچر در جایی گفته بود: «چیزی به اسم جامعه وجود ندارد.» این گفته او عبارتی از کتاب فضیلت خودخواهی آین رند است. بسیاری از سیاست‌مداران در سخنان خود از ایده‌های رند، گرته‌برداری می‌کنند. این ایده که فقرا مستحق فقر خود هستند یکی از عوامل اصلی افزایش نابرابری در نظام‌های نئولیبرالیست است. نمونه دیگر آن در پیش گرفتن سیاست‌های تنبیهی برای کسانی که از خدمات رفاهی دولت استفاده می‌کنند اسنت. یکی از نزدیکترین پیروان آین رند، آلن گرینسپن است. او نزدیک به بیست سال، تا سال ۲۰۰۶، به عنوان رئیس بانک مرکزی آمریکا (فدرال رزرو) و در راس نظام اقتصادی آمریکا قرار داشت. لندن دنباله‌روی او از فلسفه سرمایه‌داری بی‌قید و بند رند (لسه فر) و بدون نظارت و آزادی «بازار آزاد» را یکی از دلایل بروز بحران مالی ۲۰۰۸-۲۰۰۷ می‌داند.

### نویسندگان
گور ویدال در مورد فلسفه رند می‌نویسد: «فلسفه آین رند، در بی‌اخلاقی تقریباً کامل است و شمار زیاد مخاطبانش، آن را بدیمن‌تر می‌کند و نشانه این است که ما به مرحله اجتماعی تازه و نامعمولی قدم می‌گذاریم… به عقیده من توجیه و تجلیل طمع و خودپرستی فقط غیراخلاقی نیست بلکه شر است.»

## پایان زندگی

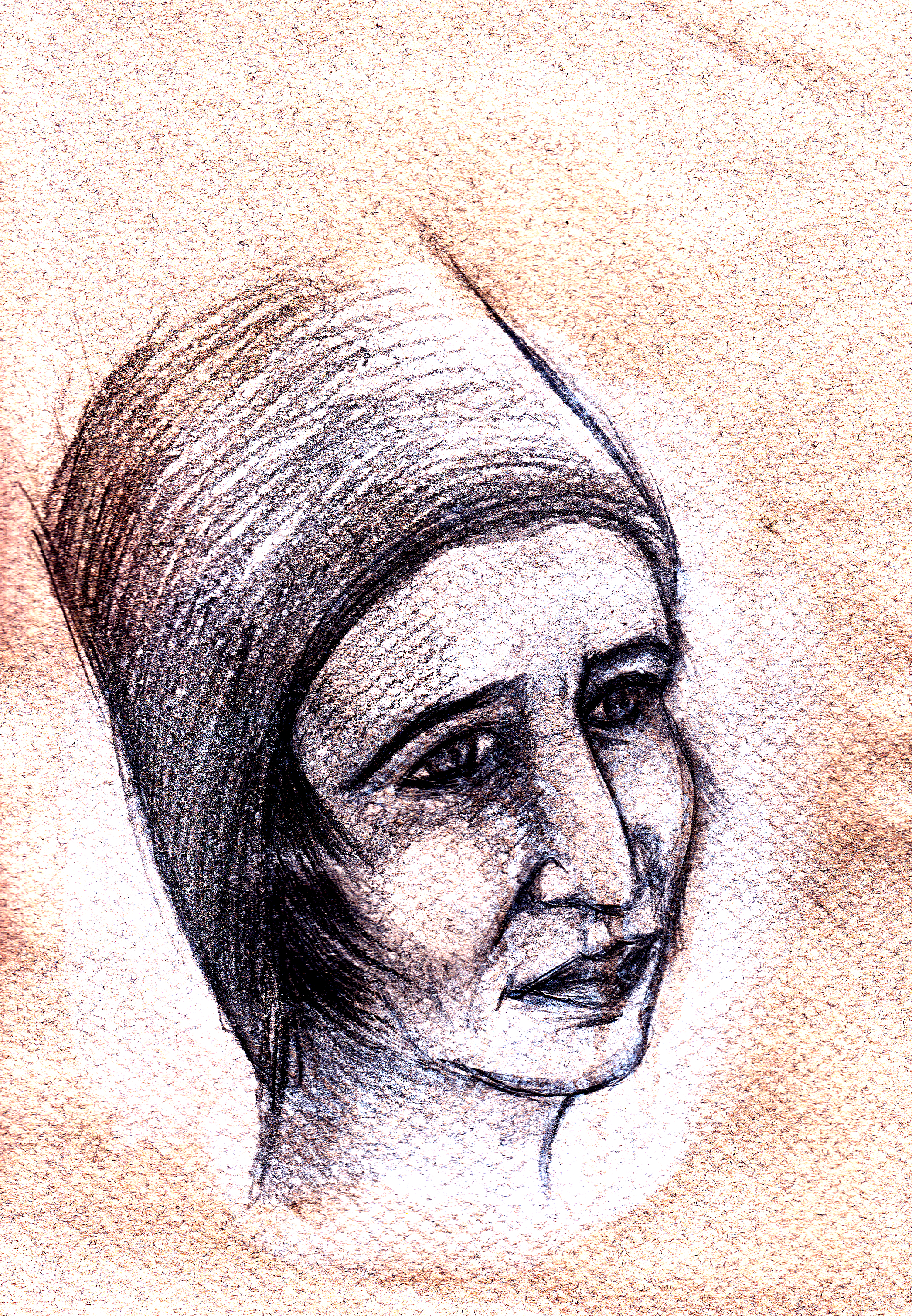
نقاشی از آین رَند در سال 2013

آین رند در ۶ مارس ۱۹۸۲ در خانه‌اش در شهر نیویورک بر اثر نارسایی قلبی درگذشت و در قبرستان کنزیکو در ولهالا، نیویورک به خاک سپرده شد. در مراسم خاکسپاری رند، برخی از پیروان سرشناس وی از جمله آلن گرینسپن شرکت کردند. یک دسته گل ۶ فوتی به شکل علامت دلار در نزدیکی تابوت او قرار گرفت. آین رند در وصیت‌نامه خود، لئونارد پیکوف را به عنوان وارث دارایی‌های خود معرفی کرد.